# Emissionen durch die Schifffahrt

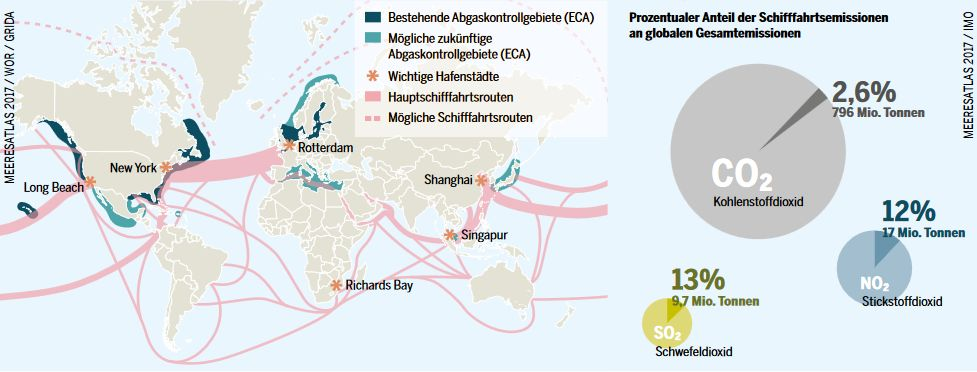
Internationale Abgaskontrollgebiete für die Schifffahrt sowie Anteil der Schifffahrt an den Gesamtemissionen
Quelle: Meeresatlas 2017

Emissionen durch die Schifffahrt entstehen in erster Linie durch Ausstoß von Treibhausgasen und Schadstoffen in die Luftatmosphäre beim Betrieb von Motor-Schiffen. Schiffsemissionen enthalten verschiedene Arten von Schadstoffen: unter anderem Schwefeloxide (SOx), Stickoxide (NOx), Kohlenstoffdioxid (CO2), Rußpartikel, Feinstaub. Die Konzentration der emittierten Schadstoffemissionen ist abhängig von den verwendeten Treibstoffen, aktuell kommt hauptsächlich Schweröl (HFO) zum Einsatz. Außerdem enthalten Schiffsabgase auch Schwermetalle, Asche und Sedimente.
Weltweit ist die Schifffahrt für den Ausstoß einer Menge von Treibhausgasen verantwortlich, die jährlich etwa einer Mrd. Tonnen Kohlendioxid und damit 2,89 Prozent der gesamten vom Menschen verursachten Treibhausgasemissionen entspricht (Stand 2018). Zudem verursacht sie etwa 15 Prozent der globalen Stickoxidemissionen und 13 Prozent der Schwefeldioxidemissionen, Tendenz weiter steigend. Damit einher gehen Umwelt- und Gesundheitsschäden, insbesondere in schwer belasteten Hafenstädten oder Ballungsräumen in der Nähe von Hafengebieten, wo Schiffsemissionen zu den wichtigsten Schadstoffquellen zählen. Um die Schadstoffemissionen in der Schifffahrt zu reduzieren, kommen teilweise Abgasnachbehandlungsanlagen zum Einsatz bzw. finden vermehrt schwefelreduzierte Treibstoffe (MDO) oder emissionsarme Treibstoffe wie Liquified Natural Gas (LNG) Verwendung. Schiffe sind auch verantwortlich für die Emission flüssiger und fester Abfälle ins Meer.

## Seeschifffahrt

### Treibstoffe
In der militärischen und der kommerziellen Seeschifffahrt werden hauptsächlich verschiedene Arten von Schweröl (MFO; deutsch „Marines Rückstandsöl“) als Treibstoff verwendet. Schweröl verfügt bei Zimmertemperatur (20 °C) über eine hochviskose Konsistenz (kinematische Viskosität von etwa 1.500–10.000 mm²/s, je nach Sorte) mit einer Dichte bis 1,01 kg/l. Um es pumpfähig zu halten, muss es auf 40 bis etwa 50 °C Lager- bzw. Verpumpungstemperatur erwärmt werden. Zur Einspritzung in den Motorverbrennungsraum wird MFO auf 130–140 °C aufgeheizt (entspricht 8 bis 15 mm²/s). Für den Hilfskesselbetrieb und den Kesselbetrieb auf Dampfschiffen gelten ähnliche Werte. Schweröl enthält bis zu 2,5 Prozent unbrennbare Bestandteile. Normalerweise werden vor der Verbrennung zuerst das Wasser und dann die festen Bestandteile (fines, Sedimente aus Asphaltenen) entfernt (Setz- und Tagestanks, Separatoren, Filter) und als Abfall, sogenannter Schlamm (engl. Sludge), in Tanks gesammelt. Die Rückstände müssen an Land nach den Regeln des MARPOL-Abkommens entsorgt werden.

### Emissionen

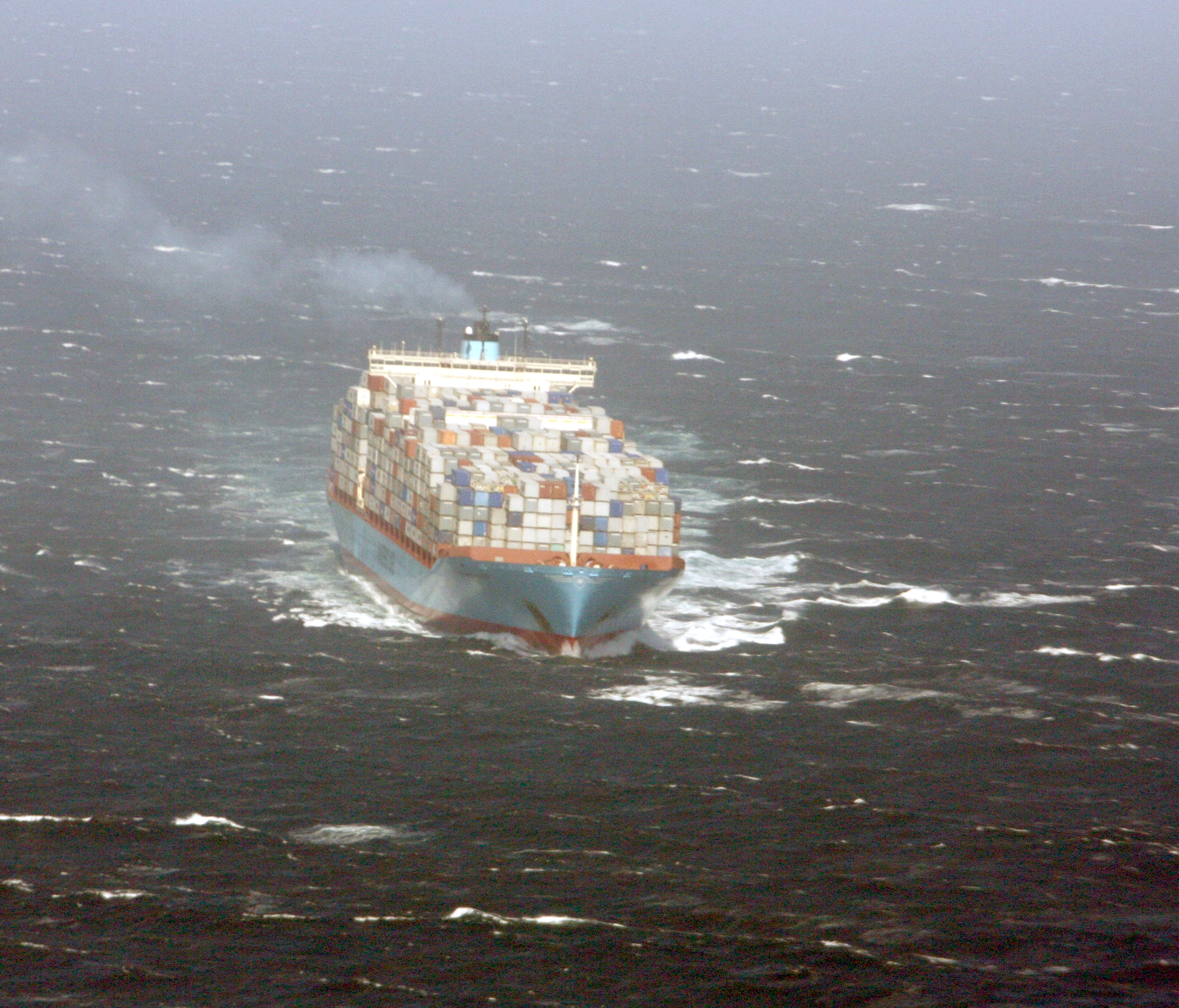
Die Margrethe Mærsk, 2010 während der Untersuchungen zu Schiffsemissionen durch die US-Behörde NOAA

Durch die Verbrennungsvorgänge in den Schiffsmaschinen werden Stickoxide produziert; diese sind mitverantwortlich für die Bildung von bodennahem Ozon und saurem Regen. Die Emissionen von Schwefeldioxid (SO2) und Stickstoffoxiden (NOx) durch Schiffe verursacht u. a. der Ursprung saurer Niederschläge. Die emittierten Kleinstteilchen (Rußpartikel) schaden der Umwelt und sind eingeatmet gesundheitsschädlich.
Die NOx-Emissionen und VOC-Emissionen (VOC = flüchtige organische Verbindungen) tragen zur Bildung von bodennahem Ozon bei, das der Gesundheit und der Umwelt schaden kann. Speziell die NOx-Emissionen tragen zur umweltschädlichen Eutrophierung des Wassers bei. CO2-Emissionen tragen zum Klimawandel bei. Die Emissionen von Halogenkohlenwasserstoffen greifen die Ozonschicht an.
Die amerikanische Meeres- und Atmosphärenbehörde NOAA (National Oceanic and Atmospheric Administration) veröffentlichte 2012 eine Studie, wonach die Umstellung von Schweröl auf schwefelarmen Schiffsdiesel und eine geringere Fahrtgeschwindigkeit (Slow steaming) deutlich die Emissionen eines Schiffs (Messobjekt Margrethe Mærsk) reduzieren. Die Messungen der Abgase des Containerschiffs ergaben, dass etliche Schadstoffemissionen nach der Umstellung auf schwefelarmen Treibstoff deutlich sanken: Bei Schwefeldioxid und Feinstaub wurden Verbesserungen von rund 90 Prozent gemessen. Der Ausstoß von klimaschädlichen Rußpartikeln reduzierte sich um mehr als 40 Prozent.
Die meisten großen Hochseeschiffe (Containerschiffe, Öltanker, Frachtschiffe, Kreuzfahrtschiffe) wurden 2017 mit schwerem Dieselöl betrieben. Die Weltflotte von rund 90.000 Schiffen verbrennt etwa 370 Millionen Tonnen Treibstoff pro Jahr und produzierte 2017 dabei 20 Millionen Tonnen Schwefeloxid. Eine Studie des Naturschutzbundes Deutschland sagte aus, die fünfzehn größten Schiffe der Welt würden pro Jahr so viel Schwefeldioxid wie 750 Millionen Autos ausstoßen. Tatsächlich rechnete der Urheber Dr. James Corbett, Delaware University mit dem schlechtesten zugelassenen Treibstoff für die Schiffe und dem besten verfügbaren Treibstoff für die Autos. Ein Faktencheck der ZEIT machte den Wertungswiderspruch in deutschsprachigen Medien sichtbar. Um die hohen Schwefeldioxidemissionen richtig einzuordnen, muss man bedenken, dass die gesetzlichen Grenzwerte der Kraftstoffe für Landfahrzeuge viel strenger sind, weil die Emissionen von Landfahrzeuge viel näher am Menschen emittiert werden. Die Rechnung ist außerdem nicht mehr aktuell, seit der Grenzwert ab 2020 für den Schwefelgehalt von Schiffstreibstoff von 3,5 Prozent auf 0,5 Prozent (in Nord- und Ostsee nur 0,1 Prozent) gesenkt wurde. 
Damit sank die seitdem emittierte Menge Schwefeldioxid ceteris paribus um den Faktor 7, also um 85,7 Prozent.

### Folgen
Emissionen durch die Seeschifffahrt haben schwerwiegende Folgen auf die menschliche Gesundheit. Es wird davon ausgegangen, dass in Europa rund 50.000 verfrühte Todesfälle auf Emissionen der Schifffahrt zurückgehen.

#### Gesundheitsschäden
Schiffe emittieren eine große Zahl von Luftschadstoffen, insbesondere Schwefeloxide, die sich negativ auf die Gesundheit auswirken und damit vorzeitige Todesfälle z. B. durch kardiovaskuläre Probleme oder Lungenkrebs und Krankheiten wie Asthma auslösen. Mit Stand 2018 verursacht die Schifffahrt weltweit etwa 400.000 vorzeitige Todesfälle und etwa 14 Mio. Asthmaerkrankungen von Kindern. Würde der Schwefelgehalt von Marinetreibstoffen von 3,5 auf 0,5 Prozent gesenkt, wie von der International Maritime Organization (IMO) für 2020 vorgeschlagen, könnten die Zahl der Todesfälle und Krankheitsfälle um 34 bzw. 54 Prozent auf dann etwa 250.000 vorzeitige Todesfälle und 6,4 Mio. Asthmaerkrankungen von Kindern gesenkt werden. Eine weitere Verschärfung der Treibstoffgrenzwerte könnte gesundheitliche Beeinträchtigungen weiter senken.
Die direkten Auswirkungen von Schiffsabgasen auf die Gesundheit der Menschen wurden erstmals in den 1970er Jahren diskutiert. Es wurde vermutet, dass das Krebsrisiko durch die feinen Rußpartikel gesteigert wird, ähnlich der Auswirkungen von Kohlestaub bei Bergleuten (Kohlenbergarbeiter-Pneumokoniose). Im Juni 2012 teilte die Weltgesundheitsorganisation mit, dass Rußpartikel aus Dieselmotoren sicher eine krebserregende Wirkung haben. Der Leiter der Lungenheilkunde am Universitätsklinikum Würzburg, Michael Schmidt, sagte 2012 dazu: „Die ultrafeinen Rußpartikel sind für die menschliche Gesundheit hochgradig gefährlich. Sie dringen tief in die Lungen ein und können dort Asthma, Allergien, Herz-Kreislauf-, Atemwegserkrankungen und sogar Krebs verursachen. Auch die Kreuzfahrtindustrie muss schnellstmöglich handeln und die Luftbelastung ihrer Schiffe deutlich reduzieren.“ Und der deutsche Chemiker und Umweltexperte Axel Friedrich 2014: „Es hat 20 Jahre gedauert, bis die WHO diese Abgase als krebserzeugend eingestuft hat. Weil Lobbygruppen dagegen gearbeitet haben. Und die Tatsache, dass diese Herzinfarkte auslösen, ist lange, selbst in der Fachwelt, kaum durchgedrungen.“

#### Luftbelastung auf See
Durch den Schadstoffausstoß über den Meeren, verursacht durch den Schiffsverkehr, steigt die Gefahr der Versauerung der Meere. Dafür sind vor allem Kohlensäure durch CO2-Emissionen und Schwefelsäure durch Schwefeldioxid verantwortlich. Wissenschaftler sagen voraus, dass die Versauerung bis 2100 um etwa 17 Prozent zunehmen wird. Dieser Prozess schreitet seit der Industrialisierung immer schneller voran. Große Teile der Ostsee sind bereits so gut wie tot und bieten keinen Lebensraum für Tiere mehr.

#### Luftbelastung in den Häfen
Die Luftbelastung durch die Schiffsemissionen wird in Hafenstädten besonders deutlich. Selbst in Hafenstädten, wo die Reedereien inzwischen gezwungen sind, weniger umweltschädliche Kraftstoffe zu verwenden, können noch hohe Emissionen der Schiffe gemessen werden. Um die Emissionen während der Hafenliegezeiten zu senken, ist Landstromversorgung vor allem für Fähr- und Kreuzfahrtschiffe eine geeignete Maßnahme. Damit sind jedoch Investitionskosten für die Häfen, Standardisierungsmaßnahmen sowie weitere Versorgungsfragen verbunden.
In Hamburg wird das Thema 'Luftschadstoffe durch Schiffe' seit langem diskutiert.
Im Jahr 2012 sollten Kreuzfahrtschiffe im Hamburger Hafen laut Schätzungen des Hamburger Senats emittieren:
- Stickoxide (NOx): 177 Tonnen (davon in Altona 104 t, HafenCity 71 t, sonstige 2,0 t)
- Schwefeldioxid (SO2): 6,7 Tonnen (davon in Altona 4,0 t, HafenCity 2,6 t, sonstige 0,1 t)
- Feinstaub und Ruß: 3,5 Tonnen (davon in Altona 2,0 t, HafenCity 1,4 t, sonstige 0,1 t)

sowie 10.500 Tonnen des Treibhausgases Kohlendioxid (CO2) (davon in Altona 6.200 t, in der HafenCity 4.200 t, an sonstigen Liegeplätzen 100 t).
2019 wurde eine Studie von Transport and Environment veröffentlicht, die zeigt, dass allein die Kreuzfahrtschiffe von Carnival im Jahr 2017 fast zehnmal so viele Schwefeloxide entlang Europas Küsten ausgestoßen haben wie alle Personenkraftwagen in Europa (ca. 260 Millionen) zusammen.

### Rahmenbedingungen

#### Rechtliche Rahmenbedingungen
Weltweit und europaweit gab es lange Zeit keine einheitlichen Regelungen zur Emissionsbegrenzung der Schifffahrt.
Seit dem 1. Januar 2020 dürfen Schiffe weltweit nur noch mit schwefelarmem Treibstoff fahren. Ein neuer Grenzwert trat in Kraft: Schiffstreibstoff darf nur noch 0,5 Prozent Schwefel enthalten – bislang lag der Wert bei 3,5 Prozent. Alternativ besteht jedoch noch die Möglichkeit, die Flotten mit stark schwefelhaltigem Schweröl zu betreiben, wenn die Schiffe mit Scrubbers ausgerüstet werden, was bei etwa 4000 Schiffen gewählt wurde und prinzipiell die Möglichkeit hat, die Schadstoffe ins Meer zu entsorgen. Auf der Nord- und Ostsee und in den deutschen Häfen gilt schon länger ein Grenzwert von 0,1 Prozent.
Das Internationale Übereinkommen zur Verhütung der Meeresverschmutzung durch Schiffe (MARPOL) regelt Rahmenbedingungen für die Behandlung von Schweröl an Bord.
In sogenannten Emission Controlled Areas (ECAs) gelten spezielle Umweltrichtlinien zu Emissionen sowie zur Abfallentsorgung und zur Brauchwasserentsorgung. Die ECAs (sozusagen 'Sonderzonen der Schifffahrt') wurden von der IMO (Internationale Seeschifffahrts-Organisation, eine Organisation der UNO) festgelegt. Kritiker halten diese Zonen für räumlich zu klein. Verteidiger der Zonen dagegen meinen, die Zonen seien von ausreichender Größe.

#### Politische Rahmenbedingungen
Nationale, europäische und internationale Organisationen bemühen sich um eine Regulierung und Kontrolle der weltweit durch Schiffe emittierten Stoffe.
2006 veröffentlichte die EU eine „Strategie zur Reduzierung atmosphärischer Emissionen von Seeschiffen“. Darin wurde erklärt, dass die Emissionen der Seeschiffe Luftschadstoffe, Treibhausgase und Stoffe enthalten, die die Ozonschicht abbauen. Diese Emissionen würden Risiken für die menschliche Gesundheit und die Umwelt darstellen. Als Ziele nannte die Strategie eine sehr weitreichende Reduzierung aller schädlicher Emissionen und die Eliminierung der Emissionen von Stoffen, die zum Abbau der Ozonschicht führen, auf allen Schiffen in EU-Gewässern.

### Beispiele möglicher Emissionsreduktion

#### Alternative Treibstoffe in der Schifffahrt
Als mittel- bis langfristiger Ersatz von Schweröl und Schiffsdiesel gilt Flüssigerdgas (Liquefied Natural Gas/LNG) als die praktikabelste Lösung, da der Treibstoff sowohl relativ gut verfügbar ist, als auch per Elektrolyse (Power-to-Gas) aus Strom gewonnen werden kann. Weltweit sind 2013 bereits über 100 Handelsschiffe mit LNG-Antrieb auf den Weltmeeren unterwegs. Schritt für Schritt errichten die Häfen die dafür nötige Infrastruktur und die Reeder statten bereits vermehrt neue Schiffe mit einem LNG- bzw. Dual-Fuel-Motor aus. Das hauptsächlich aus Methan bestehende Flüssigerdgas ist allerdings als alternativer Kraftstoff in Motoren aufgrund des Methanschlupfs problematisch, ca. 2 Prozent des Methans werden nicht verbrannt und treten als Treibhausgas in die Atmosphäre. Methan ist ca. 20 bis 25 mal klimaschädlicher als CO2, die Verwendung in Motoren ist daher i. d. R. klimaschädlicher als Diesel. Bei manchen 2-Takt-Motoren soll dieses Problem nicht auftreten.
Ammoniak soll sich hingegen als alternativer Kraftstoff gut anbieten.

#### Abscheidungsanlagen an Bord der Schiffe
An Bord des Kohlefrachters Corona Utility wurde durch Mitsubishi Shipbuilding eine kleine Versuchsanlage zur CO2-Abscheidung und -Speicherung installiert und seit Oktober 2021 erprobt.

#### Landstromversorgung

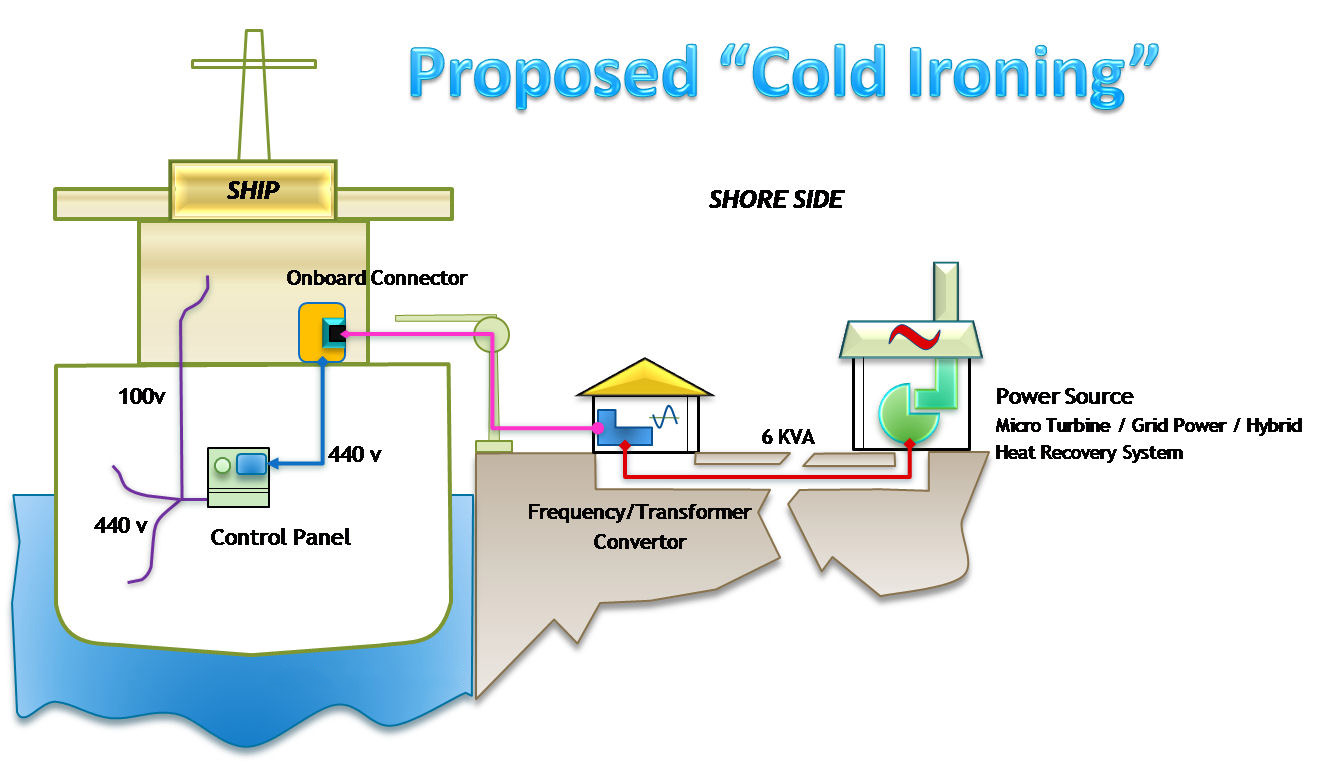
Prinzip der Landstromversorgung

Die meisten Schiffe betreiben ihre Hauptmaschinen oder ebenfalls schwerölbetriebene Nebenmaschinen auch im Hafen weiter, um die Bordstromversorgung sicherzustellen. Mit Landstromversorgung (auch 'Cold Ironing', 'Alternative Maritime Power (AMP) oder 'Onshore Power Supply' (OPS) genannt) können Schiffe während ihres Aufenthalts im Hafen am Liegeplatz Strom von Land beziehen. Auf diese Weise könnten die Emissionen von gesundheitsschädlichen Partikeln und die externen Kosten infolge von Gesundheitsschäden und erhöhter Mortalität deutlich gesenkt werden. In den meisten EU-Staaten würde zudem der Treibhausgasausstoß sinken.
In Lübeck-Travemünde betreiben die Stadtwerke seit Mai 2008 drei Landstromanschlüsse für Fähren. Im Rahmen der Agenda 21 war einige Jahre zuvor der Plan gefasst worden, dies in europäischen Seehäfen zu realisieren.

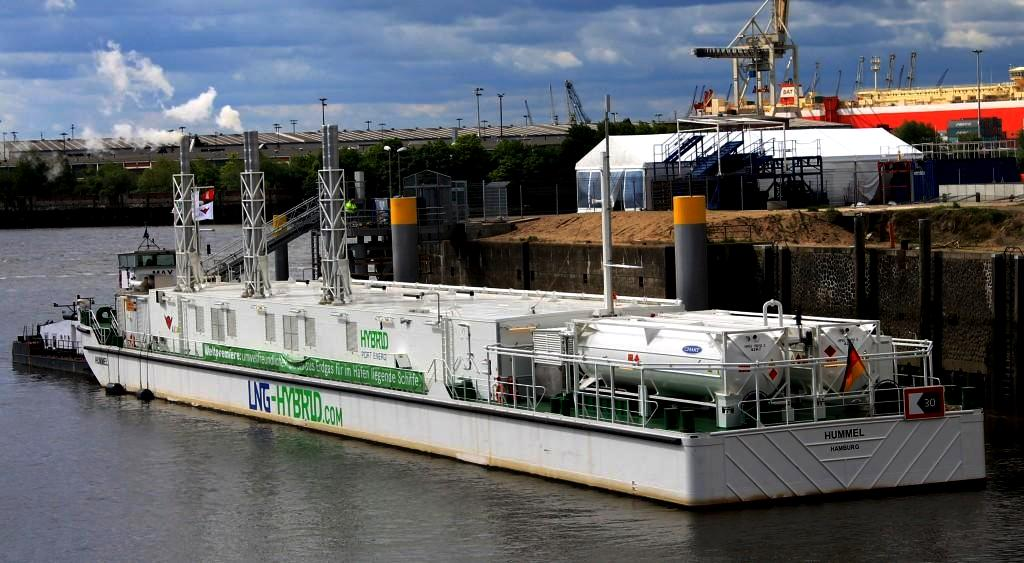
LNG-Hybrid-Barge in Hamburg

Im Hamburger Hafen können seit Ende Mai 2016 am Hamburg Cruise Center Altona Kreuzfahrtschiffe der AIDA Cruises auf eine Landstromversorgung zugreifen. Ein Flüssiggaskraftwerk auf einer schwimmenden Plattform kann 7,5 MW bereitstellen und spart gegenüber der schiffseigenen Stromversorgung 80 Prozent Stickoxide und 30 Prozent Kohlendioxid. Außerhalb der Einsatzzeit für die Versorgung der Kreuzfahrtschiffe kann die Barge auch als Blockheizkraftwerk eingesetzt werden.

#### Filtertechnik

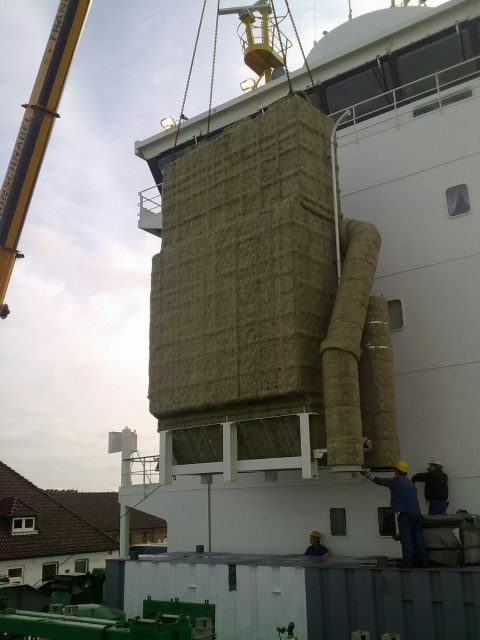
Einbau der Entschwefelungsanlage auf dem Mehrzweckfrachter Timbus

Mit SCR-Katalysatoren können über 90 Prozent der Stickoxid-Emissionen verhindert werden. In Hamburg emittierte nach Angaben der Behörde für Stadtentwicklung und Umwelt im Jahr 2008 oder 2009 der Schiffsverkehr ungefähr 38 Prozent der Stickoxidemissionen.
Auf drei Mehrzweckfrachtern setzt die deutsche Reederei Braren einen SCR-Katalysator (Abgasnachbehandlung mittels Zugabe von Harnstoff) ein. Dieser SCR-Katalysator reduziert die Emission von Stickoxiden, von unverbrannten Kohlenwasserstoffen (HC), von Ruß und von Lärm. Die Anlagen wurden von Siemens geliefert. Siemens hat diese Technologie für Kraftwerke an Land entwickelt und sie SINOx genannt. In der Schifffahrt werden rund 80 Anlagen eingesetzt. Gebunkert wird nur schwefelarmer Kraftstoff (Schweröl) mit einem Schwefelgehalt von 0,6 Prozent bis 0,9 Prozent. Der Schwefelgehalt von regulär eingesetztem Bunker-C beträgt zwischen 1 und 4,5 Prozent, im Mittel sind es 2,5 Prozent.
Auf der Timbus, einem Schiff der Reederei Braren, wurde Ende 2009 eine Entschwefelungsanlage eingebaut, um die Anlage im Seebetrieb zu testen. Hier werden im Rahmen eines Forschungsvorhabens der TU Hamburg-Harburg und der Couple Systems GmbH Untersuchungen im realen Schiffsbetrieb zur Entschwefelung durchgeführt. Dabei handelt es sich um ein „trockenes Verfahren“, das sich in Landkraftwerken bewährt hat. Zwei andere Verfahren in der Schiffstechnik werden als „nasse Verfahren“ bezeichnet, sie arbeiten mit Frischwasser oder auch Seewasser.
Anfang 2010 hat der Hersteller Alfa Laval Aalborg B.V. eine Entschwefelungsanlage auf Basis des nassen Systems an Bord der Tor Ficaria der dänischen Reederei DFDS Tor Line installiert. Dieses Hybrid-System kann mit Süßwasser oder mit Salzwasser betrieben werden. Der Nasswäscher reinigt die durchlaufenden Abgase des Hauptmotors von Typ MAN B&W 9L60MC-C (Gesamtleistung rund 21 Megawatt).

#### Wechsel von Schweröl auf Schiffsdiesel
Der technisch einfachste Weg ist, das Schweröl durch solches mit 0,5 Prozent Schwefelgehalt zu ersetzen (Low Sulfur Fuel). Experten der Ölindustrie schätzen, dass der Bunkertreibstoff dadurch um 150 bis 250 US-Dollar pro Tonne teurer wird als das bisherige Schweröl mit einem Schwefelgehalt von 3,5 Prozent. Schweröl kann in Öl- und auch Kohlekraftwerken mit Filtern umweltfreundlicher zur Strom- und Wärmeproduktion genutzt werden. Seit Januar 2020 wurden 0,5 % Schwefelgehalt für Seeschiffe weltweit vorgeschrieben.

#### Einbau einer Reinigungsanlage (Scrubber)
Um weiter Schweröl mit höherem Schwefelgehalt verbrennen zu können, würde der Einbau eines Abgasentschwefelungssystems (Scrubber) nötig sein, mit dem unerwünschte Partikel aus dem Abgasstrom entfernt werden können. Für die Reinigung gibt es verschiedene Systeme, bei denen aber nicht sichergestellt ist, ob sie auch zukünftige Vorschriften einhalten können.
Durch die Reinigung entsteht sehr viel Abwasser bei offenen Systemen mit den Schadstoffen. Diese belasten dann zusätzlich schon stark gestresste Ökosysteme in Nord- und Ostsee.
Durch den Umstieg auf Marinediesel wird die entstehende Schwefelsäure um 80 bis 90 Prozent reduziert gegenüber Schweröl. Ähnlich ist dies bei den Schwermetallen und auch die zu reinigende Rußmenge sinkt hier um 30 Prozent.

#### Umrüstung auf verflüssigtes Erdgas (LNG)
Eine weitere Möglichkeit ist der Umbau bzw. Neubau der Schiffe mit einem Antrieb aus Flüssigerdgas (Liquefied Natural Gas (LNG)). Problematisch ist zurzeit außer den hohen Investitionskosten für LNG-Antriebe die Verfügbarkeit in Häfen. Schiffe die ausschließlich in den Küstengewässern fahren, wie der erste deutsche LNG-Neubau Helgoland, verwenden LNG und haben Dual-Fuel-Motoren für den Fall, dass die LNG-Versorgung stockt, denn bisher gibt es in Deutschland noch keinen Hafen mit landfester LNG-Versorgung. LNG zur Schiffsbebunkerung wird daher mit Tanklastwagen oder Tankschiffen aus holländischen oder belgischen Häfen gebracht. Im Hamburger Hafen wird Stand 2019 die LNG-Versorgung per Lkw aus den Niederlanden abgewickelt und mit einer LNG-Barge bzw. einem Containersystem an Bord der Schiffe gebracht. Bei Containerschiffen benötigt die LNG-Anlage aber Platz, der sonst für etwa 400 Container zur Verfügung steht.

### Öffentliche Debatte ab 2012
Aufgrund des direkten Bezugs zu Kunden konzentrierte sich die öffentliche Debatte insbesondere auf Kreuzfahrtschiffe.
Der Naturschutzbund Deutschland untersuchte 2012 für eine Kampagne in Zusammenarbeit mit der Deutschen Umwelthilfe alle bis 2016 geplanten europäischen Kreuzfahrtschiffsneubauten in einem „Umweltcheck“. Nach seinen Angaben emittiert ein modernes Kreuzfahrtschiff täglich rund 450 Kilogramm Rußpartikel und stößt 5250 Kilogramm Stickoxide aus. Nur zwei der 24 geplanten Schiffe sollten teilweise mit moderner Abgastechnik ausgestattet werden. Alle anderen Schiffe würden weder einen Rußpartikelfilter noch einen Stickoxidkatalysator einsetzen.
Das Schiff Europa 2 von Hapag-Lloyd und das für 2014 geplante Kreuzfahrtschiff von TUI Cruises werden nach derzeitigem Stand mit einem SCR-Katalysator ausgestattet. Aufgrund der Debatte erklärte AIDA Cruises 2013, nicht nur alle geplanten Neubauten mit Filtertechnik auszustatten, sondern bis 2016 auch die gesamte Flotte nachzurüsten.
Die Reedereien sind zum einen an einem möglichst niedrigen Energieverbrauch interessiert, da dies zu Kostenreduktion führt. Zum anderen halten sie am herkömmlichen Schweröl fest, da schwefelärmere Treibstoffe (soweit überhaupt verfügbar) teurer sind.
Der für 2015 vorgesehene strenge Schwefelgrenzwert für Schiffsabgase in Nord- und Ostsee könnte den Kurzstrecken-Seeverkehr einbrechen lassen, fürchteten Reeder 2012. In den deutschen Häfen bestreitet dieser Kurzstreckenverkehr 60 Prozent des Umschlages.
Abgasreinigungsanlagen, die es erlauben würden, mit dem bisherigen Bunkeröl weiterzufahren, seien noch nicht entwickelt und kaum zu finanzieren, sagte damals ein Sprecher der Lübecker TT-Line. Die Reeder wollen deshalb ein Moratorium. Umweltschützer finden dies unnötig, da die Reeder ausreichend Zeit gehabt hätten, sich auf die neue Lage einzustellen.
Deutsche Schiffsmakler und Reeder rechneten für 2015 mit einer Verteuerung der Transporte auf Nord- und Ostsee.

### Ausblick
Der Seeschiffsverkehr nahm in den letzten Jahrzehnten weltweit zu. Damit die Schiffsemissionen nicht nur auf bisherigem Level bleiben, sondern sogar stark abnehmen, steht die Branche vor großen Herausforderungen. Die Umweltvorschriften für Seeschiffe änderten sich zum 1. Januar 2020 laut einem Beschluss der International Maritime Organization (IMO). Ab diesem Datum gelten neue Richtwerte für die Umwelt-Grenzwerte der Motorenabgase für Seeschiffe. Bisher durften Schiffe auf hoher See Schweröl mit einem Grenzwert von 3,5 Prozent Schwefel verfeuern. Ab 2020 ist der Grenzwert für Schwefel auf 0,5 Prozent reduziert. Dies hatte Axel Friedrich 2008 als Zwischenschritt gefordert. Alternativ besteht jedoch nach wie vor die Möglichkeit, die Flotten mit stark schwefelhaltigem Schweröl zu betreiben, wenn die Schiffe mit Scrubbers ausgerüstet werden, was bei etwa 4000 Schiffen gewählt wurde und prinzipiell die Möglichkeit hat, die Schadstoffe ins Meer zu entsorgen. Daher haben Norwegen, die baltischen Staaten, Spanien, Australien, China oder Singapur sowie mehrere US-Bundesstaaten in ihren Hoheitsgewässern das Ablassen von verschmutztem Waschwasser verboten.
In Schutzgebieten wie Nord- und Ostsee darf der Treibstoff schon seit langem nicht mehr als 0,1 Prozent Schwefel enthalten. Nach Angaben von Experten dürfen demnach weltweit rund 70.000 Schiffe kein Schweröl mehr bunkern. Binnenschiffe sind von der Änderung nicht betroffen, da sie bereits mit Schiffsdiesel betrieben werden. Die Seeschifffahrt ist noch nicht in den internationalen Handel von CO2-Zertifikaten eingebunden.
Mit zunehmender Schiffbarkeit der arktischen Regionen (arktischer Ozean) müssen auch dort Lösungen gefunden werden, wie Emissionen in sehr sensiblen Naturräumen so gering wie möglich gehalten werden können. Einige Reedereien unterstützen Bestrebungen, um Treibstoffe wie grünes Methanol oder grünes Ammoniak zu etablieren. Hierbei gibt es verglichen mit der LNG-Einführung größere Anfangsprobleme, da neben der Bunkerproblematik auch die Beschaffung dieser „grünen“ Treibstoffe schwieriger ist. Derzeit entstehen in Saudi-Arabien im Neom-Projekt riesige Fotovoltaikanlagen, die mit Elektrolyseuren Wasserstoff erzeugen und Stickstoff aus Luftzerlegungsanlagen Ammoniak synthetisieren. Daran ist unter anderen Thyssen-Krupp und Airproducts beteiligt.
Mit Stand von 2024 sind noch 98,8 Prozent der Schiffe mit herkömmlichen fossilen Brennstoffen unterwegs. Bis 2030 sollen 40 Prozent aller Schiffe klimaneutral sein und bis 2050 die gesamte Flotte, so der Plan der IMO.

## Binnenschifffahrt
In der Binnenschifffahrt unterscheiden sich die Voraussetzungen von denen der Seeschifffahrt auch im Punkt Schadstoffemissionen. So wird hier als Treibstoff ausschließlich Schiffsdiesel verwendet, der bei der Verbrennung deutlich weniger schädlich ist als Schweröl. Auch die Innovationsfähigkeit in der Binnenschifffahrt ist aufgrund der Eignerstruktur sehr eingeschränkt, daher verlaufen Flottenmodernisierungen nur sehr schleppend. Vorgaben für Abgasemissionen in der Binnenschifffahrt werden in Europa vor allem durch die Europäische Union oder durch die Zentralkommission für die Rheinschifffahrt (ZKR) erlassen. Vergleiche der Landverkehrsträger zeigen, dass die Binnenschifffahrt zwar in der Energiebilanz vorteilhaft ist, bezogen auf die ausgestoßenen Luftschadstoffe jedoch seit Jahren deutlichen Nachholbedarf hat. Am 5. Juli 2016 hat das EU-Parlament eine Novelle der Typgenehmigungsvorschriften und Emissionsgrenzwerte für nicht für den Straßenverkehr bestimmte mobile Maschinen und Geräte gebilligt. Dazu gehören Rasenmäher, Bulldozer, Diesellokomotiven und Binnenschiffe. Die Verordnung sieht erstmals auch ein System zur Leistungsüberwachung von Motoren während des Betriebs vor, um die Unterschiede zwischen den Messwerten im Labor und unter realen Fahrbedingungen auszugleichen. Die EU-Kommission muss im nächsten Schritt prüfen, welche Regeln für die Nachrüstung von Vorrichtungen zur Begrenzung der Emissionen in Motoren notwendig sind.
Untersuchungen haben einen signifikanten Anteil der Verschmutzung durch Binnenschiffe in Flussnähe gezeigt, die die scharfe und kostenintensive Luftreinhaltepolitik für PKW und LKW in den nächsten Jahrzehnten konterkariert. Auch die entlastende Wirkung der Flüsse als Luftreiniger und Schadstoffsenke kommt so ungenügend zur Geltung.